# 克雷斯特 (加利福尼亞州)
克雷斯特（英語：Crest）是位於美國加利福尼亞州聖地牙哥縣的一個人口普查指定地區。

## 地理
克雷斯特的座標為32°48′21″N 116°52′03″W / 32.80583°N 116.86750°W，而該地最高點為海拔高度500米（即1640英尺）。

## 人口
根據2010年美國人口普查的數據，克雷斯特的面積為16.915平方千米，均為陸地。當地共有人口2593人，而人口密度為每平方千米153人。